# Basic design
Il basic design è la disciplina centrale del design e serve a insegnarlo concretamente a un pubblico di potenziali progettisti: riequilibra “le relazioni fra componente estetica, tecnologica e scientifica nella disciplina e nella professione”; intreccia intimamente propedeutica (cioè la pratica dell'insegnamento di un saper fare) e fondazione disciplinare (cioè il pensiero teorico e metodologico che le sta alla base); è il luogo dove convergono e si concatenano di fatto ricerca formale ed espressiva, progetto e, appunto, insegnamento.
È teoria della configurazione, distinta dalla teoria della raffigurazione o teoria della rappresentazione schematica, disciplina di base delle scuole di design (tra le più note la Bauhaus di Weimar e la Hochschule für Gestaltung di Ulma).

È un insieme di fondamenti teorici finalizzati al dare “forma” agli oggetti, fornendo quella sicurezza formale che, è opinione diffusa, differenzia i progettisti che la padroneggiano da quelli che la ignorano.
Nel basic design la didattica veicola e, contemporaneamente, genera il corpus delle conoscenze. Quest'ultimo si distilla nelle esercitazioni, letteralmente paradigmatiche, esemplari, che sono “la generalizzazione, la semplificazione di un problema progettuale ricorrente”.
La disciplina è rigorosa, ma contemporaneamente viva e metamorfica, in costante evoluzione: si adatta alle diverse esigenze di progettazione e trova nel basic interaction design la sua sfumatura più tecnologica.

## Teorici del basic design
- Paul Klee
- Johannes Itten
- Vasilij Kandinskij
- Tomás Maldonado
- Bruno Munari
- Giovanni Anceschi